# Schlacht von Adrianopel (324)
In der Schlacht bei Adrianopel besiegte der römische Kaiser Konstantin seinen Rivalen Licinius und entschied somit den Kampf um das Römische Reich für sich.

## Vorgeschichte
Nachdem Konstantin Licinius nach den Schlachten von Cibalae und Mardia 316 bereits mehrere Zugeständnisse und Gebietsabtretungen abgezwungen hatte, herrschte einstweilen Ruhe. Doch nachdem sich Konstantin gegen eindringende Goten erfolgreich zur Wehr gesetzt und eine Strafexpedition über die Donau unternommen hatte, wollte er – im damaligen Höhepunkt seines Ruhmes – im Reich keinen Nebenbuhler mehr dulden.
Ohne eine vorangegangene Aggression des Licinius begann er mit Kriegsvorbereitungen. Er versammelte in Thessalonike 120.000 Infanteristen und 10.000 Kavalleristen, welche vor allem aus seinen erfahrenen Veteranen bestanden. Seine Vorbereitungen blieben jedoch nicht unbemerkt und Licinius versammelte ein Heer von 150.000 Infanteristen und 15.000 Kavalleristen. Seine Kavallerie wurde aus Phrygien und Kappadokien eingezogen. Seine aus 350 Trieren bestehende Flotte war der des Konstantin überlegen, denn jener besaß nur 200 kleinere Schiffe. Seltsamerweise benutzte Licinius sie nicht, um in die Kerngebiete Konstantins vorzudringen und sie anzugreifen. Der wie immer vorsichtige Licinius zog nach Adrianopel und errichtete in der Nähe der Stadt ein befestigtes Lager. Dorthin zog er mit dem Großteil seiner Truppen.

## Schlachtverlauf
Konstantin war bis nach Adrianopel vorgerückt und wurde durch den Fluss Hebros gestoppt. Es ist jedoch unwahrscheinlich, dass er alle Truppen in die Schlacht schickte. Das Heer des Licinius besetzte die Anhöhen vom Fluss aus bis zur Stadt selbst. Die feindlichen Armeen lagen sich einige Tage tatenlos gegenüber, abgesehen von kleineren Scharmützeln und Aufklärungsoperationen. Konstantin gab außerdem vor, eine Brücke zu bauen. Am 3. Juli wagte sich Konstantin dem heidnischen (und Konstantin gegenüber feindlich gesinnten) Geschichtsschreiber Zosimos zufolge mit zwölf Gefährten über den Fluss und schlug nach der Ankunft der restlichen Truppen das Heer des Licinius.
In Wirklichkeit verlief die Schlacht wohl anders. Konstantin hatte vom Feind unbemerkt etwa 5000 Bogenschützen und eine Abteilung Kavallerie im Rücken des Feindes einen Wald besetzen lassen. Daraufhin hatte er die Überquerung des Flusses angeordnet und war mit seinen Truppen dem Feind entgegengetreten. Er selbst führte die Kavallerie über den Fluss. Licinius wurde zur Aufgabe seines vorteilhaften Geländes durch jene Bogenschützen getrieben, da er den Wald, der inzwischen durch weitere Infanterie gesichert worden war, nicht einnehmen konnte. Die Bogenschützen und die erfahrenen Veteranen Konstantins richteten unter den Truppen des Licinius Zosimos zufolge ein Gemetzel an. Konstantin motivierte seine Soldaten, indem er überall dort, wo seine Schlachtreihen zu wanken begannen, seine persönliche Standarte, das Labarum, hinbringen ließ. Am Ende des Tages wurde das befestigte Lager des Licinius von den Truppen Konstantins im Sturm eingenommen. Erst mit der einbrechenden Dunkelheit konnte sich die Armee des Licinius zur Küste, wo seine Flotte wartete, und nach Byzanz flüchten.

## Folgen
Am folgenden Tag ergaben sich die noch verbliebenen Flüchtlinge dem Konstantin. Während Konstantin nach Byzanz vorrückte, besiegte sein Sohn Crispus in der Seeschlacht bei Kallipolis die Flotte des Licinius unter Abantus. Konstantin besiegte am 18. September in der Schlacht von Chrysopolis erneut Licinius, der sich dann auch ergab und in Thessalonike interniert wurde. Der entscheidende Sieg war allerdings der von Adrianopel gewesen. Auch der von Licinius zwischenzeitlich zum Mitkaiser erhobene Martinianus fiel in Konstantins Hände. Konstantin hatte somit die Alleinherrschaft errungen und vereinte das Römische Reich wieder unter einem Herrscher.